# Wyssokogorny (Chabarowsk)
Wyssokogorny (russisch Высокого́рный) ist eine Siedlung städtischen Typs in der Region Chabarowsk (Russland) mit 2512 Einwohnern (Stand 1. Oktober 2021).

## Geographie
Der Ort liegt etwa 350 km Luftlinie nordöstlich des Regionsverwaltungszentrums Chabarowsk im nördlichen Teil des Sichote-Alin-Gebirges, wenig östlich des Wasserscheidekammes des Gebirges, der in dieser Gegend Höhen von gut 1600 m erreicht. Er befindet sich am linken Ufer des Oberlaufes des Muli, eines rechten Nebenflusses des Tumnin.
Wyssokogorny gehört zum Rajon Waninski und ist von dessen Verwaltungssitz Wanino etwa 140 km in nordwestlicher Richtung entfernt. Es ist Sitz der Stadtgemeinde Wyssokogornenskoje gorodskoje posselenije, zu der neben Wyssokogorny noch die Stationssiedlungen Oune (bei Streckenkilometer 182), Kosgrambo (km 189), Kusnezowski (km 203) und Datta (km 240) gehören.

## Geschichte
Der Ort entstand ab 1943 im Zusammenhang mit dem Bau der Eisenbahnstrecke vom Amur gegenüber Komsomolsk am Amur nach Sowetskaja Gawan am Japanischen Meer bei der nach dem Fluss benannten Station Muli. Die Strecke ging 1947 in Betrieb. Muli erhielt 1949 den Status einer Siedlung städtischen Typs und wurde 1955 in Wyssokogorny umbenannt, was im Russischen etwa für Hochgebirgssiedlung steht.

### Bevölkerungsentwicklung
| Jahr | Einwohner |
| ---- | --------- |
| 1959 | 7561      |
| 1970 | 4935      |
| 1979 | 4394      |
| 1989 | 4244      |
| 2002 | 4044      |
| 2010 | 3376      |
| 2021 | 2512      |

Anmerkung: Volkszählungsdaten

## Verkehr
Wyssokogorny liegt an der Eisenbahnstrecke Komsomolsk am Amur – Sowetskaja Gawan (Station Wyssokogornaja; Streckenkilometer 220 ab Piwan am rechten Amur-Ufer), der östlichen Verlängerung der Baikal-Amur-Magistrale (BAM). Nordwestlich des Ortes unterquert die Strecke den Sichote-Alin-Hauptkamm durch den 3890 m langen Kusnezowski-Tunnel, der am 25. Dezember 2012 nach vierjähriger Bauzeit eröffnet wurde. Durch den Tunnel wird der steile und kurvenreiche Abschnitt über den mit gut 700 m höchsten Punkt der Strecke am Kusnezowski-Pass ersetzt, ein bisheriges Nadelöhr der Strecke, deren Länge sich zudem um 12,7 km vermindert. Straßenverbindung besteht in Richtung Komsomolsk entlang der Bahnstrecke.